# Jacques Corbin
Jacques Corbin (kolem roku 1580 v Saint-Gaultier (Indre) – 1653) byl francouzský právník a básník. Spisovatel zmiňovaný Nicolasem Boileauem v díle Art poétique byl královským rádcem Ludvíka XIII. Zejména napsal životopis svaté Jenovéfy a vydal překlad Bible, stejně jako díla o historii a právu. Jeho syn, kterého Boileau rovněž cituje, byl také právníkem.

## Dílo
- Les Amours de Philocaste (1601)
- Le Martyre d'amour, où, par la funeste fin de Cariphile et de son amante, tous deux martyrisez, est tesmoigné le misérable événement d'un amour clandestin (1603)
- Les Sainctes voluptez de l'âme (1606)
- Panégyrique à monseigneur, messire Nicolas Chevalier, chevalier de l'Ordre du roy, baron de Grissé, chastelain de Seneché, seigneur de Wideuille etc., conseiller du roy, premier président en sa Cour des aydes de Paris (1622)
- L'Oratoire de Jésus, panégyrique à Mgr l'illustrissime et révérendissime cardinal de Bérulle (1628)
- La Vie et miracles de la vierge madame saincte Geneviève, patrone de Paris (1632)
- La Saincte Franciade, contenant la vie, gestes et miracles du bien-heureux patriarche sainct François, sa reigle, ses stigmates, et la chronique de tous ses ordres des conventuels, observantins ou cordeliers, capucins et recollects (1634)
- La Vie, mort et miracles du très-illustre S. Bruno, patriarche de l'ordre des Chartreux (1642)
- La Saincte Bible. Nouvelle traduction, tres-elegante, tres-literale et tres-conforme à la vulgaire du pape Sixte V. Selon l'impression de Rome. Reveuë & corrigée par le tres-exprés commandement du Roy. Et approuvée par les docteurs en la faculté de theologie de l'université de Poictiers (6 svazků, 1643)
- Les Panégyriques du Très-Sainct Sacrement de l'autel, plus le triomphe de Jésus-Christ au Très-Sainct Sacrement de l'autel, et l'histoire miraculeuse de l'institution de sa feste en un poëme héroïque, et la vie de Saincte Geneviefve aussi en un poëme héroïque, et autres pièces du mesme autheur (1652)

Právní a historická díla
- Plaidoyez de Me Jacques Corbin, ensemble les arrests intervenus sur iceux et autres, prononcez en robes rouges et autrement dignes et remarquables à la postérité (1610)
- Les Loix de la France promulguées sur la nécessité des controverses par les arrests du Parlement de Paris (1613)
- Traicté des droicts de patronage honorifiques et autres en dépendans, contenant les loix de tous les peuples, ordonnances, coustumes et arrests sur ce intervenus (1622)
- Preuve du nom de la messe et de son antiquité par l'Escriture Saincte et les Pères des quatre premiers siècles de la naissance de l'Église (1620)
- Suite des droicts de patronage honorifiques et autres recueils d'arrests et plaidoyez (1622)
- Le Code Louis XIII, roy de France et de Navarre, contenant ses ordonnances et arrests de ses Cours souveraines pour les droicts de sa couronne, police entre ses sujets, reiglement de la justice, forme et abréviation des procez, recueillies, commentées et conférées avec celles des rois Henry le Grand son père, Henry III, Charles IX, François II, Henry II, François I et autres ses prédécesseurs (1628)
- L'Histoire sacrée de l'ordre des Chartreux et du très illustre sainct Bruno, leur patriarche (1653)